# Хованский, Григорий Андреевич
Князь Григорий Андреевич Хованский (ум. 1644) — стольник, чашник и воевода во времена правления Михаила Фёдоровича.

## Биография
Из княжеского рода Хованских, Гедеминович. Старший сын князя Андрея Андреевича Хованского. Имел братьев: боярина Ивана Андреевича Тараруй и боярина Семёна Андреевича.
В сентябре 1625 года, на свадьбе царя Михаила Фёдоровича и княжны Марии Владимировны Долгоруковой, был десятым в свадебном поезде. В 1627—1640 годах выполнял должностные обязанности стольника: обеспечивал и обслуживал государев стол, присутствовал при приёме и проводах иностранных послов, почивал их от имени царя на дому. Его имя упоминается на различных мероприятиях: в Новодевичьем и Воздвиженском монастырях, на именинах царицы Евдокии Лукьяновны, царевичей Алексея и Ивана Михайловичей, царевен Ирины и Анны Михайловны, а также при богослужениях. В 1640—1641 годах воевода в Вологде.
Умер в 1644 году в Вологде, оставив после себя единственного сына князя и стольника Семёна Григорьевича Хованского по прозванию Косой.